# Джаз на Амуре
«ДЖАЗ-НА-АМУРЕ» (tm) — ежегодный дальневосточный фестиваль джаза и импровизационной музыки, проходивший в Хабаровске в 1986—1991 годы. Организован Секцией джаза Хабаровского городского Клуба филофонистов (ХГКФ, 1974-2021) при политической поддержке Комсомола и участии местных органов культуры, телевидения, при содействии джазовой общественности СССР.
Возродил джазовую фестивальную традицию на Дальнем Востоке. Первый, безымянный, дальневосточный джаз-фестиваль состоялся в декабре 1968 года, поэтому «ДЖАЗ-НА-АМУРЕ» (tm) являлся вторым по счёту дальневосточным джаз-фестивалем. Ставил целью популяризацию и стимулирование развития джаза в регионе Советского Дальнего Востока, укрепление статуса местного джаза и обретение им общественного и официального признания, продвижение дальневосточных музыкантов на сцены Сибири, Центра страны и далее. Также имел косвенной целью продвижение известности дальневосточного региона.
Сделал известными на советской джазовой сцене отдельных дальневосточных музыкантов, дал импульс развития плеяде музыкантов, в той или иной степени посвятивших себя джазу. Был хронологически первым относительно независимым от власти художественно, или компромиссным, масштабным музыкальным фестивалем на Дальнем Востоке. В 1989—1991 годы существовал уже полностью независимо от органов культуры, на средства спонсоров, в сотрудничестве с учреждённой в 1988 году Советской джазовой федерацией.
От современных ему провинциальных фестивалей отличался включением в свою программу в заметных объемах, наряду со всем возможным спектром джазовых направлений, «пост-джазовой», импровизационной и не-джазовой  музыки, опережающей массовые и профессиональные вкусы и тенденции. Будучи скромным региональным фестивалем, охватывавшим огромную территорию, показывал, наряду с дальневосточными, отдельных ведущих исполнителей Сибири и Центра СССР, а также отдельных зарубежных исполнителей.
Стал заметным региональным культурным явлением своего времени. Оставил след в грамзаписи в виде отдельных знаковых записей, CDs и LPs отечественных и иностранных исполнителей, записанных с его концертов, в том числе Валентины Пономаревой, Владимира Тарасова, Kazuo Uehara, японского noise-дуэта Merzbow.